# NGC 1510
NGC 1510 este o galaxie lenticulară situată în constelația Orologiul. A fost descoperită în 4 decembrie 1836 de către John Herschel. Se află la o distanță de 12 megaparseci de Pământ.